# Flieth-Stegelitz

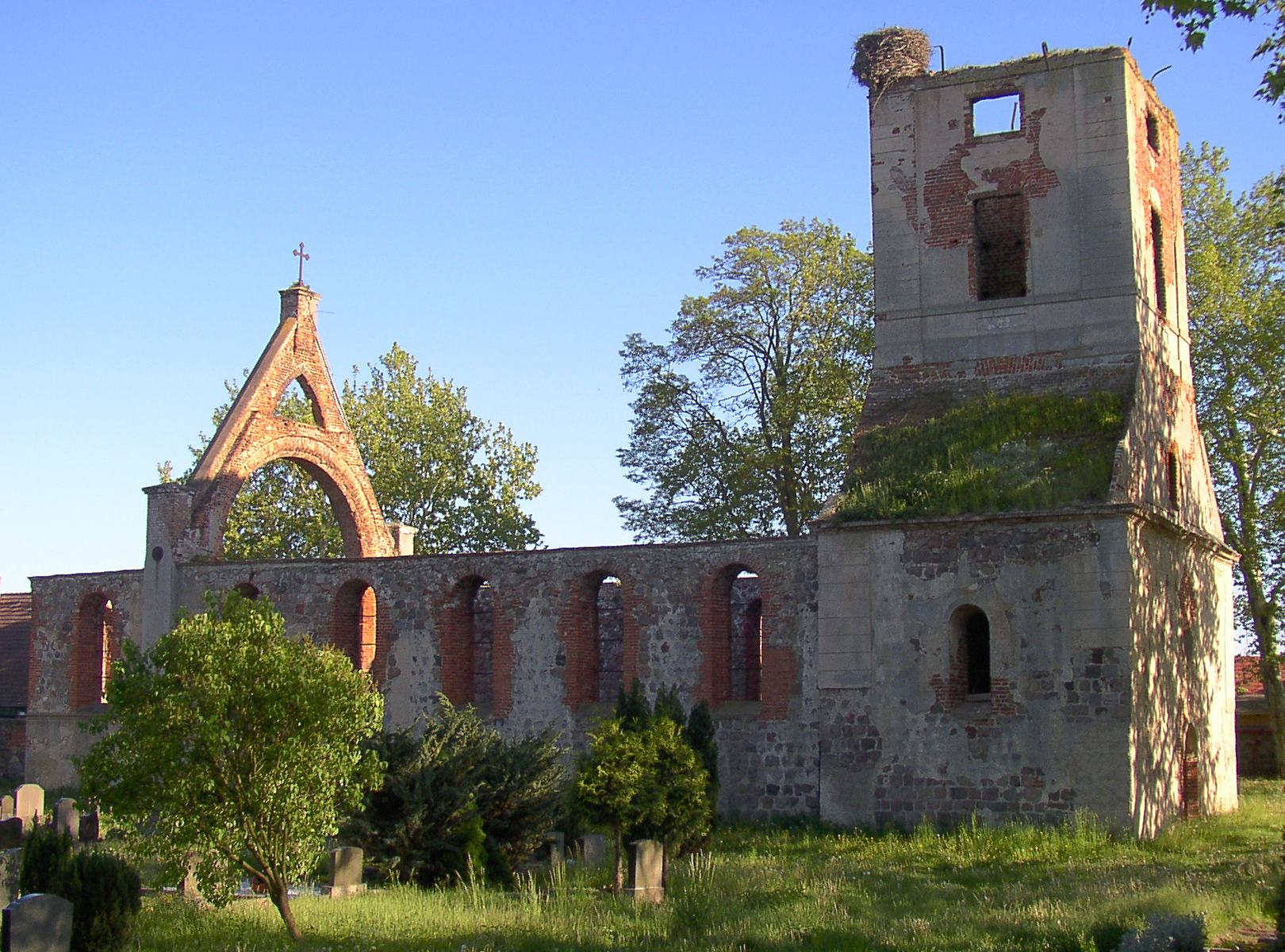
Nhà thờ

Flieth-Stegelitz là một đô thị ở huyện Uckermark, bang Brandenburg, Đức. Đô thị này có diện tích 46,6 km², dân số thời điểm 31 tháng 12 năm 2006 là 697 người.